# Ocuilan de Arteaga
Ocuilan de Arteaga é uma pequena cidade do estado do México e cabecera municipal do município de Ocuilan, no México. É unha das povações mais antigas do país, no ano 2010 conta com 1,954 habitantes.

## Toponímia
A toponímia desta povoação é de origem nauatle, a etimologia com mais aceptção é o significado de Lugar de vermes, o sobrenome é Arteaga facendo homenagem a José María Arteaga.

## Geografía
A localização da pequena cidade é o sul do Estado do México, 84 quilômetros ao sul-este de Cidade do México e 34 km da cidade de Toluca e está localizada no extremo coordenadas geográficas de Greenwich de latitude norte 18 º 96 «23" mínimo , 18 º 97 «28" máximo de longitude oeste, 99 º 41 '30 "mínimo, 99 ° 43« 35 "máximo.